# 石康縣
石康縣，是廣東省廉州府所屬的一個縣，在今之海南省。本常樂州。五代南漢置。併為縣，屬廉州。元代屬廉州路。明代屬廉州府，成化七年十二月省於合浦縣。